# Milan Roćen

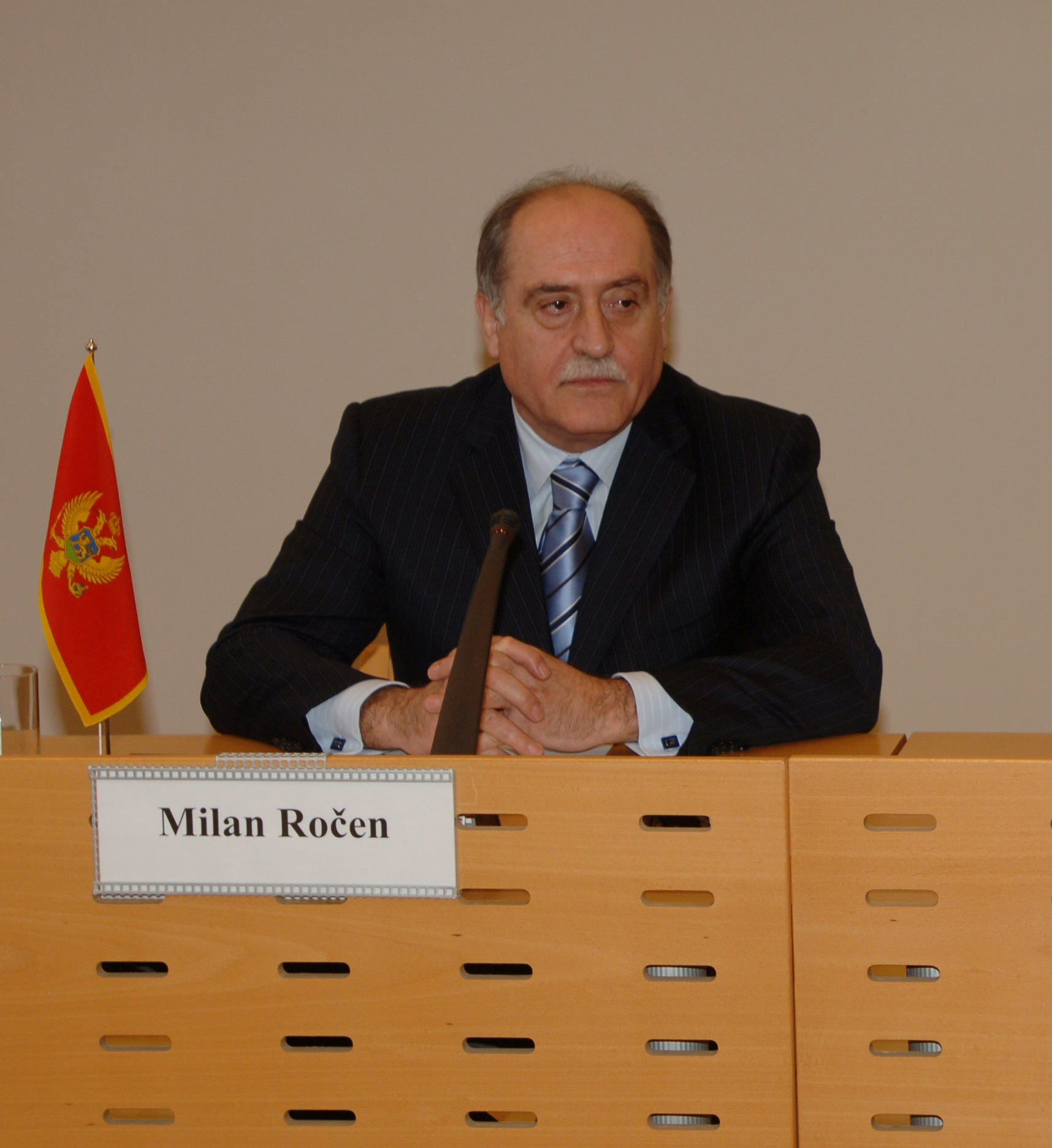
Milan Roćen (2010)

Milan Roćen (* 23. November 1950 in Žabljak) ist ein jugoslawisch-montenegrinischer Politiker und Diplomat. Er war 2006 bis 2012 Außenminister der Republik Montenegro. Er ist Mitglied der Demokratischen Partei der Sozialisten Montenegros.
Milan Roćen studierte vor seiner diplomatischen Laufbahn Journalistik an der Universität Belgrad und arbeitete danach für eine Wirtschaftszeitschrift. Seine politische Tätigkeit begann in der Propagandaabteilung des Zentralkomitees der Kommunistischen Liga Montenegros. 1988 wurde er stellvertretender Außenminister Jugoslawiens. Ab 1992 war er als Berater des jugoslawischen Botschafters in Moskau und danach als außenpolitischer Berater des montenegrinischen Ministerpräsidenten tätig. Ab 2003 wieder im diplomatischen Dienst, war er bis 2006 Botschafter Serbien und Montenegros in Moskau. In dieser Funktion war er neben Russland auch für den ehemals sowjetischen Teil Zentralasiens und für Georgien zuständig. Im Anschluss war er als enger Vertrauter des Ministerpräsidenten Svetozar Marović maßgeblich am Vorantreiben der Loslösung Montenegros von Serbien und der Organisation des Unabhängigkeitsreferendums beteiligt. Am 10. November 2006 holte ihn der neue Ministerpräsident Željko Šturanović als Außenminister in seine Regierung. 2012 wurde er als Außenminister von Nebojša Kaluđerović abgelöst.